# Generación sin nombre
Como "La Generación sin nombre", se denomina al movimiento estético y cultural impulsado por poetas colombianos a finales de los años 60s. Se conformó por autores nacidos entre 1939 y 1949, escribían y compartían poemas, cuentos e incluso lo que se convertiría en novelas. El mayor aporte de este grupo de escritores es la presencia de un “yo” en cada uno de sus creaciones, es decir un yo poético o narrador que reflexionaba sobre las palabras allí escritas, por lo que se considera que renovaron la prosa y la poesía colombiana.

## Miembros
Algunos de los escritores e intelectuales que pertenecieron a este grupo son William Agudelo, David Bonells, Elkin Restrepo, Jaime García Maffla, Darío Jaramillo Agudelo, José Luis Díaz-Granados, María Mercedes Carranza, Augusto Pinilla, Álvaro Miranda, Augusto Pinilla, Henry Luque Muñoz, Martha Canfield, Miguel Méndez Camacho y Giovanny Quessep.  
Estos escritores que crecieron y desarrollaron su obra en la época más álgida del hipismo en Colombia y el mundo, observando cómo se desarrollaba en otras partes del continente la Revolución Cubana, la primavera del 68 y la liberación femenina, se reunían de manera informal para compartir no sólo su obra sino para leer a los grandes escritores latinoamericanos.
Un grupo o constelación de poetas colombianos antologados por Jaime Ferrán en su Antología de una generación sin nombre: últimos poetas colombianos (Madrid: Editorial Rialp, 1970). La Generación sin nombre comienza con una reunión y la publicación de una fotografía en la casa del joven poeta Juan Gustavo Cobo Borda, en 1968, donde aparecen en su orden de izquierda a derecha: Darío Jaramillo, David Bonells Rovira, José Luis Díaz Granados, el propio Cobo Borda, Henry Luque Muñoz, Álvaro Miranda y Augusto Pinilla. Se suman después en los encuentros y reuniones: Giovanny Quessep, Jaime García Maffla, Miguel Méndez Camacho, Elkin Restrepo, Martha Canfield y María Mercedes Carranza, directorio entonces del suplemento Vanguardia del diario El Siglo de Bogotá.